# آکای نائوماسا
آکای نائوماسا (به ژاپنی: 赤井 直正 Akai Naomasa); ۱ ژانویهٔ ۱۵۲۹ – ۸ آوریل ۱۵۷۸) سامورایی اهل ژاپن در دوره سنگوکو بود. نائوماسا به دلیل دفاع از قلعه کوروی در ولایت تانبا شناخته شده‌است. در حین محاصره، وی به دلیل بیماری درگذشت و مسئولیت دفاع از قلعه به برادرزاده اش، آکای تاداایه سپرده شد.

## نبرد با اودا نوبوناگا
در مارس ۱۵۷۰، او به برادرزاده اش، آکای تاداایه که وارث خاندان آکای بعد از وی محسوب می‌شد برای عرض تبعیت نزد اودا نوبوناگا رفت و تثبیت مالکیت در سه منطقه از ولایت تانبا را از نوبوناگا دریافت کرد. با این حال، در سال ۱۵۷۱ هنگامی که  یامانا سوکه‌تویو (فرماندار ولایت تاجیما) به قلمروی وی حمله کرده بود، آکای نائوماسا توانست این حمله را دفع کند و قلعه تاکدا را تحت کنترل خاندان یامانا بود، اشغال کرد. (اوتا گاکه‌شی (صاحب قلعه تاکدا)، از اقوام آکای نائوماسا بود، بنابراین از وی حمایت کرد.  یامانا سوکه‌تویو از نوبوناگا تقاضای کمک کرد، که منجر به حمله نوبوناگا به ولایت تامبا شد. همچنین، در ژانویه ۱۵۷۳، شایعه‌ای مبنی بر اینکه نائوماسا به عنوان طرفداری و جناح شوگون پانزدهم آشیکاگا یوشی‌آکی به کیوتو می‌رود، وجود داشت و در ژوئیه همان سال، آشیکاگا یوشی‌آکی از وی درخواست کمک کرد. نامه ای از خانواده تاکدا در ژوئیه ۱۵۷۴ دریافت کرد که هاشیبا هیده‌یوشی را به دست اندازی در قلمروی این خاندان متهم می‌کرد. ...)، در نهایت وی به نیروهای ضد اودا پیوست. وی از سال اول دوران تنشو تا ژوئن سال سوم دوره تنشو، کونوئه ساکی‌هیسا، برادر زنش را که کیوتو را ترک کرده بود، پذیرفت.
در اکتبر سال سوم تنشو (۱۵۷۵)، نوبوناگا اودا به آکچی میتسوهیده دستور داد تا ولایت تامبا را تصرف کند. در این زمان، آکای نائوماسا در زیر چتر خاندان موری تحت رهبری کیکاوا موتوهارو در حال حمله به قلعه تاکدا بود. وقتی آکچی میتسوهیده قلعه تاکدا را فتح کرد، او در قلعه کوروی با پشتیبانی هاتانو هیده‌هارو صاحب قلعه یاکامی، در نبرد قلعه کوروی مقاومت را ادامه داد و توانست در اولین نبرد آکچی میتسوهیده را شکست دهد. پس از آن، ولایت تانبا در معرض حمله اودا قرار گرفت که حاکمیت کینای (منطقه مرکزی ژاپن) را با محوریت کیوتو تثبیت کرده بود، اما نائوماسا و خاندان آکای با هاتانو هیده‌هارو متحد شدند و سرسختانه مقاومت کردند و ارتش اودا به رهبری میتسوهیده را موفق شدند چندین بار دفع کنند.
با این حال، در مارس ۱۵۷۸، نائوماسا در اثر بیماری در ۵۰ سالگی درگذشت. از آنجا که جانشین وی برادرزاده اش، آکای تاداایه، تنها ۹ سال داشت، عموی او، فرماندهی کلی را بر عهده گرفت، اما خاندان آکای، که انسجام خود را از دست داده بود، سقوط کرد و پس از آن تصرف ولایت تانبا توسط سپاه نوبوناگا تسریع شد.